# Russ Millard
Russell Dwayne "Russ" Millard, (Bradenton, Florida; 1 de marzo de 1973) es un exjugador de baloncesto estadounidense. Con 2.03 de estatura, su puesto natural en la cancha era el de ala-pívot. 